# Kane Brown

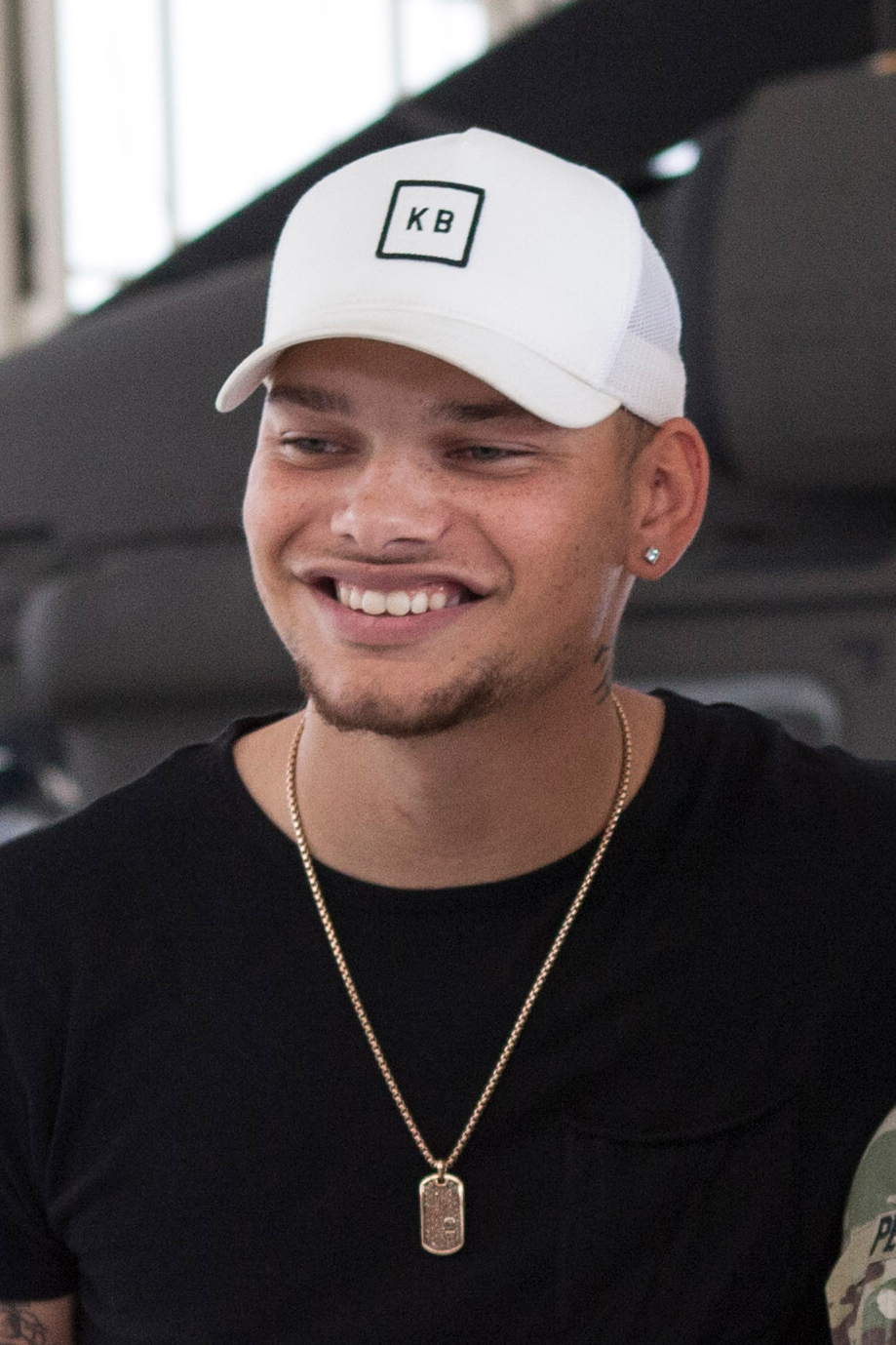
Kane Brown, den 7 september 2018.

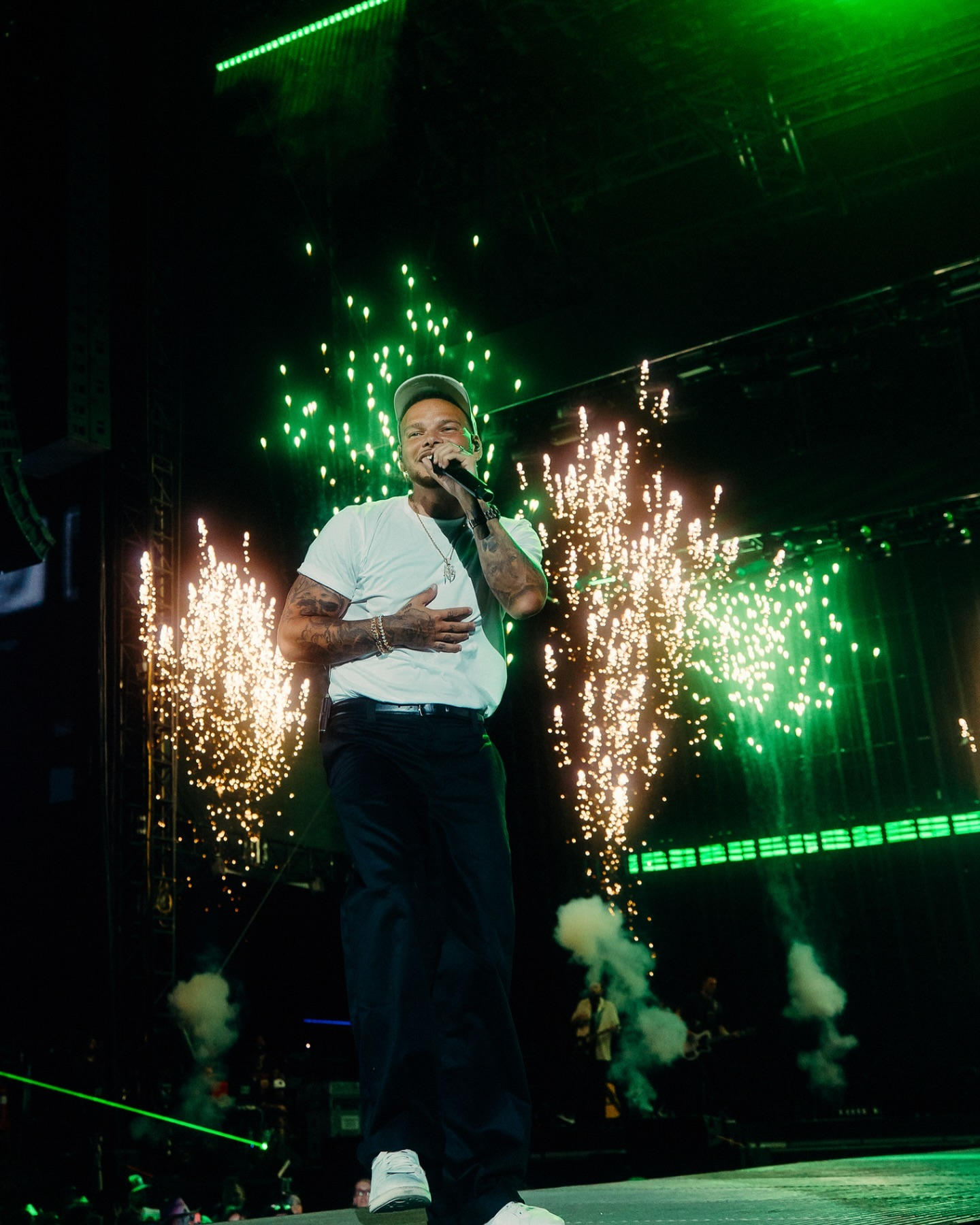
Kane Brown under ett uppträde på Fenway Park i Boston, den 12 augusti 2024.

Kane Allen Brown, född 21 oktober 1993 i Chattanooga i Tennessee,  är en amerikansk countrysångare och låtskrivare. 
Brown, som delvis är uppvuxen i nordvästra Georgia, slog igenom genom att lägga ut covers på sociala medier 2014–2015, vilket snabbt gav honom stor uppmärksamhet. Han släppte sedan sin debut-EP Closer år 2015, följd av debutalbumet Kane Brown (2016), som innehöll hits som "What Ifs" (med Lauren Alaina) och "Heaven". Han blev den första artisten någonsin att samtidigt toppa alla fem viktigaste countrylistorna på Billboard. Singlar som "Heaven" och "What Ifs" har fått certifieringar i Diamond-nivå (över 10 miljoner streams/försäljning) – "Heaven" blev Diamond i december 2023, och "What Ifs" fick samma erkännande under år 2025.
Han kombinerar traditionell country med pop och R&B, och bryter genregränser med sin melodiösa röst och olika samarbeten, som bland annat har varit med Marshmello, Jelly Roll och Brad Paisley. Han har uppträtt på stora arenor och sålt ut stadionspelningar, inklusive historiskt som första svarta artist att headlina och sälja ut Fenway Park i Boston. Han är aktiv filantrop och involverad i välgörenhetsarbete, bland annat med The Boys & Girls Clubs.
Kane är sedan den 12 oktober 2018 gift med sångerskan Katelyn Jae Brown, med vilken han har döttrarna Kingsley Rose (född 29 oktober 2019) och Kodi Jane (född 30 december 2021) samt sonen Krewe Allen (född 18 juni 2024). Låten "Backseat Driver" (2024), som finns med på hans fjärde studioalbum The High Road (2025), är skriven för att handla om hans liv som familjefar, samt även om relationen till sina barn. Han har även haft ett musikaliskt samarbete med hustrun Katelyn, och bland annat gjort duettlåten "Thank God" (2022).